# Louis-Eugène Favre
Louis-Eugène Favre (Neuchâtel, 4 maggio 1816 – Cornaux, 19 giugno 1861) è stato un avvocato, giudice e politico svizzero.

## Biografia
Fu figlio di Charles-François Favre, avvocato, castellano di Vaumarcus, membro delle Audiences générales (ossia il legislativo cantonale) e avvocato generale, e di Adèle-Elisabeth Favarger. Studiò legge a Neuchâtel e a Heidelberg e svolse la professione di avvocato dal 1840. Sposò Fanny-Louise Simond, figlia di Frédéric Simond, commerciante. Fu inoltre avvocato generale dal 1848 al 1851, giudice federale dal 1849 al 1851 e giudice federale supplente dal 1852 al 1854.
La sua carriera politica cominciò a livello cantonale come membro dal 1841 al 1848 del Consiglio dei Quaranta (o Gran Consiglio) della città di Neuchâtel, fu poi dal 1844 al 1847 deputato al Corps législatif, e infine dal 1848 al 1846 membro della Costituente cantonale e del Gran Consiglio del Canton Neuchâtel. A livello federale dal 1848 al 1851 fu deputato radicale al Consiglio nazionale, e successivamente dal 1851 al 1856 segretario del Consiglio amministrativo della città di Neuchâtel e giudice di pace di Neuchâtel dal 1856 al 1860.